# An Ancient Muse
Albums de Loreena McKennitt
Live in Paris and Toronto
(1999) Nights from the Alhambra
(2007)
An Ancient Muse est le huitième album studio de Loreena McKennitt, sorti le 21 novembre 2006 en France et au Canada.

## Liste des titres
| No | Titre                                                    | Durée |
| -- | -------------------------------------------------------- | ----- |
| 1. | Incantation                                              | 2:35  |
| 2. | The Gates of Istanbul                                    | 6:59  |
| 3. | Caravanserai                                             | 7:36  |
| 4. | The English Ladye and the Knight (texte de Walter Scott) | 6:49  |
| 5. | Kecharitomene (instrumental)                             | 6:34  |
| 6. | Penelope's Song                                          | 4:21  |
| 7. | Sacred Shabbat (instrumental)                            | 3:59  |
| 8. | Beneath a Phrygian Sky                                   | 9:32  |
| 9. | Never-Ending Road (Amhrán Duit)                          | 5:54  |